# Say My Name
«Say My Name» es una canción del grupo de música Destiny's Child. Fue escrita por las componentes del grupo Beyoncé Knowles, LeToya Luckett, LaTavia Roberson, Kelly Rowland junto con LaShawn Daniels, Fred Jerkins III y Rodney "Darkchild" Jerkins, para su segundo álbum The Writing's on the Wall de 1999.
Era la duodécima canción del álbum y marcó la introducción del segundo álbum destacando nuevos miembros: Michelle Williams y Farrah Franklin. Es la canción que más éxito tuvo en el disco y fue considerada una de sus canciones estrella.
La canción ganó dos Premios Grammy en la ceremonia de 2001: a la mejor interpretación vocal de Rhythm & Blues, y a la mejor canción R&B. El videoclip musical ganó los Premios MTV al mejor vídeo R&B.